# مرحلة خروج المغلوب في دوري أبطال إفريقيا 2017
مرحلة خروج المغلوب في دوري أبطال أفريقيا 2017 ستقام في الفترة الممتدة ما بين 8 أيلول/سبتمبر إلى 4 تشرين الثاني/نوفمبر 2017، حيث ستتنافس ثمانية فرق في هذه المرحلة قصد التأهل للنهائي الدوري من أجل تحديد بطل هذه النسخة.

## الفرق المتأهلة
تأهلت الفرق الأربع المتصدرة في دور المجموعات لربع النهائي.
| المجموعة | المتأهلين             | الوصيفين           |
| -------- | --------------------- | ------------------ |
| أ        | النجم الرياضي الساحلي | فيروفياريو دا بيرا |
| ب        | اتحاد العاصمة         | أهلي طرابلس        |
| ج        | الترجي الرياضي        | ماميلودي صن داونز  |
| د        | الوداد الرياضي        | الأهلي             |

## النظام
في مرحلة خروج المغلوب، ثمانية فرق ستتنافس فيما بينها من أجل التأهل لنصف النهائي ومن ثم نهائي البطولة، حيث سيلعب كل فريق مباراتين واحد داخل دياره وأخرى في ديار الخصم، أما إذا كان مجموع النتيجتان بعد مباراة الإياب متعادلا فسيتم اللجوء إلى قانون الأهداف خارج الديار، وفي حالة ما كانت النتيجة متعادلة أيضا فيحنها سيتم اللجوء إلى الوقت الاضافي ومن تم ركلات الجزاء الترجيحية والتي تُستخدم لفصل الفريق المتأهل من الفريق المقصي.
أزواج مرحلة خروج المغلوب تم تحديدها على النحو التالي:
| الجولة      | المباراة |
| ----------- | --- |
| ربع النهائي | (الفائزين في مباراة الإياب) - QF1: الوصيف في المجموعة ب مقابل الفائز من المجموعة أ - QF2: الوصيف في المجموعة د مقابل الفائز من المجموعة ج - QF3: الوصيف في المجموعة أ مقابل الفائز من المجموعة ب - QF4: الوصيف في المجموعة ج مقابل الفائز من المجموعة د |
| نصف النهائي | - SF1: الفائز من QF1 مقابل الفائز في QF2 - SF2: الفائز من QF3 مقابل الفائز في QF4 |
| النهائي     | - الفائز من SF1 مقابل الفائز في SF2 |

## الجدول الزمني
تم برمجة جدول مباريات كل جولة على النحو التالي.
| الجولة      | مباراة الذهاب             | مباراة الإياب     |
| ----------- | ------------------------- | ----------------- |
| ربع النهائي | 15-17 سبتمبر 2017         | 22-24 سبتمبر 2017 |
| نصف النهائي | 29 سبتمبر – 1 أكتوبر 2017 | 20-22 أكتوبر 2017 |
| النهائي     | 27-29 أكتوبر 2017         | 3-5 نوفمبر 2017   |

في البداية كانت برمجة مباريات الجولات كالتالي:
- ربع النهائي:
  - مباراة الذهاب: انتقلت من 8-10 سبتمبر إلى 15-17 سبتمبر
  - مباراة الإياب: انتقلت من 15-17 سبتمبر إلى 22-24 سبتمبر 2017
- نصف النهائي:
  - مباراة الإياب: انتقلت من 13-15 أكتوبر إلى 20-22 أكتوبر 2017.

### القوس
|  | ربع النهائي            | ربع النهائي    | ربع النهائي    | ربع النهائي |   |                       | نصف النهائي | نصف النهائي | نصف النهائي | نصف النهائي |  |  | النهائي       | النهائي | النهائي | النهائي |
|  |                        |                |                |             |   |                       |             |             |             |             |  |  |               |         |         |         |
|  | الأهلي طرابلس          | 0              | 0              | 0           |   |                       |             |             |             |             |  |  |               |         |         |         |
|  | النجم الرياضي الساحلي  | 0              | 2              | 2           |   |                       |             |             |             |             |  |  |               |         |         |         |
|  | النجم الرياضي الساحلي  | 0              | 2              | 2           |   | النجم الرياضي الساحلي | 2           | 2           | 4           |             |  |  |               |         |         |         |
|  |                        |                |                |             |   | النجم الرياضي الساحلي | 2           | 2           | 4           |             |  |  |               |         |         |         |
|  |                        | الأهلي المصري  | 1              | 6           | 7 |                       |             |             |             |             |  |  |               |         |         |         |
|  | الأهلي المصري          | الأهلي المصري  | 1              | 6           | 7 | 2                     | 2           | 4           |             |             |  |  |               |         |         |         |
|  | الأهلي المصري          |                |                |             |   | 2                     | 2           | 4           |             |             |  |  |               |         |         |         |
|  | الترجي الرياضي التونسي | 2              | 1              | 3           |   |                       |             |             |             |             |  |  |               |         |         |         |
|  |                        |                |                |             |   |                       |             |             |             |             |  |  | الأهلي المصري | 1       | 0       | 1       |
|  |                        |                | الوداد الرياضي | 1           | 1 | 2                     |             |             |             |             |  |  |               |         |         |         |
|  | فيروفياريو دا بيرا     | 1              | 0              | 1           |   |                       |             |             |             |             |  |  |               |         |         |         |
|  | اتحاد الجزائر (خ)      | 1              | 0              | 1           |   |                       |             |             |             |             |  |  |               |         |         |         |
|  | اتحاد الجزائر (خ)      | 1              | 0              | 1           |   | اتحاد الجزائر         | 0           | 1           | 1           |             |  |  |               |         |         |         |
|  |                        |                |                |             |   | اتحاد الجزائر         | 0           | 1           | 1           |             |  |  |               |         |         |         |
|  |                        | الوداد الرياضي | 0              | 3           | 3 |                       |             |             |             |             |  |  |               |         |         |         |
|  | ماميلودي صن داونز      | الوداد الرياضي | 0              | 3           | 3 | 1                     | 0           | 1 (2)       |             |             |  |  |               |         |         |         |
|  | ماميلودي صن داونز      |                |                |             |   | 1                     | 0           | 1 (2)       |             |             |  |  |               |         |         |         |
|  | الوداد الرياضي (ر.ت)   | 0              | 1              | 1 (3)       |   |                       |             |             |             |             |  |  |               |         |         |         |

## ربع النهائي
يقام الدور ربع النهائي بنظام خروج المغلوب. تقام مباريات الذهاب أيام 15أو 16 أو 17 سبتمبر 2017 على ان تقام مباريات العودة أيام 22 أو 23 أو24من نفس الشهر.
| الفريق الأول      | إجم.          | الفريق الثاني  | مباراة الذهاب | مباراة الإياب |
| ----------------- | ------------- | -------------- | ------------- | ------------- |
| أهلي طرابلس       | 0–2           | النجم الساحلي  | 0–0           | 0–2           |
| الأهلي            | 4–3           | الترجي التونسي | 2–2           | 2–1           |
| فيروفياريو بيرا   | 1–1 (خ)       | اتحاد العاصمة  | 1–1           | 0–0           |
| ماميلودي صن داونز | 1–1 (ر.ت 2–3) | الوداد الرياضي | 1–0           | 0–1           |

### المباريات
| أهلي طرابلس | 0–0   | النجم الساحلي |
| ----------- | ----- | ------------- |
|             | تقرير |               |

| النجم الساحلي | 2–0   | أهلي طرابلس |
| ------------- | ----- | ----------- |
| مرعي 14' 46'  | تقرير |             |

فاز النجم الساحلي بـ 2–0 بالإجمالي
| الأهلي                       | 2–2   | الترجي                     |
| ---------------------------- | ----- | -------------------------- |
| السعيد 11' (ر.ج) · أزارو 67' | تقرير | الخنيسي 21' · الشعلالي 48' |

| الترجي            | 1–2   | الأهلي                 |
| ----------------- | ----- | ---------------------- |
| الخنيسي 40' (ر.ج) | تقرير | معلول 50' · جونيور 62' |

فاز الأهلي بـ 4–3 بالإجمال
| فيروفياريو دا بيرا | 1–1   | اتحاد العاصمة |
| ------------------ | ----- | ------------- |
| كاندا 89'          | تقرير | درفلو 62'     |

| اتحاد العاصمة | 0–0   | فيروفياريو دا بيرا |
| ------------- | ----- | ------------------ |
|               | تقرير |                    |

فاز اتحاد العاصمة بالنتيجة في ملعب الخصم
| ماميلودي صن داونز | 1–0   | الوداد الرياضي |
| ----------------- | ----- | -------------- |
| زاكري 71'         | تقرير |                |

| الوداد الرياضي                   | 1–0 (ب.و.إ.) | ماميلودي صن داونز                      |
| -------------------------------- | ------------ | -------------------------------------- |
| السعيدي 26'                      | تقرير        |                                        |
| ركلات الترجيح                    |              |                                        |
| عطوشي · خضروف · بن شرقي · أوناجم | 3–2          | ليبيس · تاو · ماديشا · زاكري · بانغالي |

تأهل الوداد الرياضي بـركلات الترجيح 3-2

## نصف النهائي
تقام مباريات الذهاب أيام 29 أو 30 سبتمبر أو 1 أكتوبر 2017 على ان تقام مباريات العودة أيام 13 أو 14 أو 15 أكتوبر 2017.
| الفريق الأول  | إجم. | الفريق الثاني  | مباراة الذهاب | مباراة الإياب |
| ------------- | ---- | -------------- | ------------- | ------------- |
| النجم الساحلي | 4–7  | الأهلي         | 2–1           | 2–6           |
| اتحاد العاصمة | 1–3  | الوداد الرياضي | 0–0           | 1–3           |

### المباريات
| النجم الساحلي          | 2–1 | الأهلي   |
| ---------------------- | --- | -------- |
| البريقي 16' · محمد 73' |     | جمعة 66' |

| الأهلي                                                        | 6–2 | النجم الساحلي           |
| ------------------------------------------------------------- | --- | ----------------------- |
| معلول 2' · أزارو 23' (39)، 48' · النقاز 58' (د.م) · ربيعة 63' |     | بدوي 51' · المساكني 90' |

تأهل الأهلي بـ 7–4 بالإجمال
| اتحاد العاصمة | 0–0 | الوداد الرياضي |
| ------------- | --- | -------------- |
|               |     |                |

| الوداد الرياضي                  | 3–1 | اتحاد العاصمة  |
| ------------------------------- | --- | -------------- |
| الكرتي 26' · بن شرقي 54' (90+3) |     | عبد اللاوي 67' |

فاز الوداد البيضاوي بـ 3–1 بالإجمال

## النهائي
أقيمت مباراة الإياب يوم 28 أكتوبر 2017 ومباراة العودة يوم 4 نوفمبر 2017.
| الفريق الأول | إجم. | الفريق الثاني  | مباراة الذهاب | مباراة الإياب |
| ------------ | ---- | -------------- | ------------- | ------------- |
| الأهلي       | 1–2  | الوداد الرياضي | 1–1           | 0–1           |

| الأهلي   | 1–1 | الوداد الرياضي |
| -------- | --- | -------------- |
| زكريا 3' |     | بن شرقي 16'    |

| الوداد الرياضي | 1–0 | الأهلي |
| -------------- | --- | ------ |
| الكرتي 69'     |     |        |

## وصلات خارجية
- دوري أبطال أفريقيا عام 2017 على CAFonline.com